# Ursinoscorpaenopsis kitai
Ursinoscorpaenopsis kitai är en fiskart som beskrevs av Tetsuji Nakabo och Yamada, 1996. Ursinoscorpaenopsis kitai ingår i släktet Ursinoscorpaenopsis och familjen Scorpaenidae. Inga underarter finns listade i Catalogue of Life.